# Juan Peláez
Juan Peláez (Serandinas, 6 de marzo de 1881-Villa Ballester, 9 de marzo de 1937) fue un paisajista e ilustrador de origen español, que desarrolló la mayor parte de su carrera artística en Argentina.

## Primeros años
Nacido en Serandinas, una parroquia del concejo asturiano de Boal, el 6 de marzo de 1881, era hijo de Justa Leirena Martínez y de Francisco Peláez Rodríguez. Nació en un hogar humilde. Formaba parte de una familia de diez hermanos.
A consecuencia de la estrechez económica que padecía, la familia Peláez-Leirena decide trasladarse a Madrid. Allí, el joven Juan completa sus estudios primarios. Más tarde acompaña a su padre a Bayona, en Francia, donde este último había conseguido empleo de un noble. Allí se inicia en el estudio del dibujo, para el que poseía grandes cualidades. De vuelta en Madrid, en 1894, continúa su aprendizaje con el paisajista Julián Tordesillas y con el pintor asturiano Alfredo Flórez García.
Posteriormente, Peláez ingresa a la Real Academia de San Fernando, donde recibe clases del pintor de escenas históricas José Moreno Carbonero y con Antonio Muñoz Degrain, obteniendo años después el título de maestro de Pintura y Dibujo.

## Etapa artística en España (1895-1902)
Presentó el lienzo Paisaje de Asturias en la Exposición Nacional de Bellas Artes de 1895; participó en la de 1897 con A orillas del Narcea y en la de 1899 con la obra Caridad, obteniendo una mención de honor. También en 1899 logró una segunda medalla en Gijón.

## Etapa en Argentina (1904-1937)

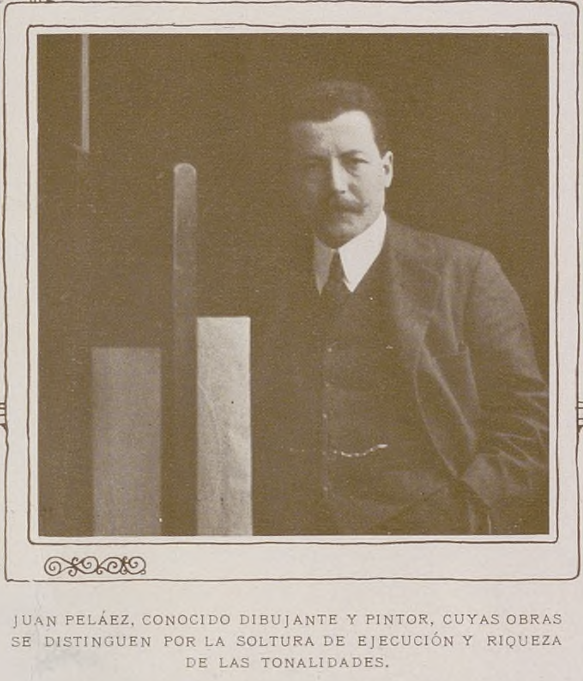
Juan Peláez en 1917

En 1904 se trasladó a Argentina, donde obtuvo la nacionalización argentina y permaneció hasta su muerte. Trabajó como dibujante en diversos periódicos, destacando sus dibujos gauchescos. Sus dibujos aparecieron en Caras y Caretas, Fray Mocho, La Nación y otras publicaciones. Participó en varias exposiciones y con su pintura La hora de la siesta logró el premio único para pintores extranjeros. La Comisión Nacional de Bellas Artes compró para los museos de Buenos Aires, La Plata y Santa Fe sus cuadros Rancherio, Iglesia de Alta Gracia, Corral de cabras y La oración. Hay cuadros suyos en el Consejo Nacional de Educación, Museo de Bellas Artes de Buenos Aires, Centro Asturiano y Club Español.
Falleció en Villa Ballester, en la provincia de Buenos Aires, el 9 de marzo de 1937.